# آکرهوس

موقعیت آکرهوس در نروژ

آکرهوس(تلفظ [ˈɑ̂ːkəʂˌhʉːs]  ( گوش دهید))  (به نروژی: Akershus) یکی از استان‌های سابق نروژ است. این استان هم‌مرز با استان‌های هدمارک، اوپلاند، بوسکرود، اسلو و اوستفولد است و همچنین مرز کوتاهی با کشور سوئد (سرزمین ورملاند) دارد. آکرهوس با نیم میلیون جمعیت پس از اسلو دومین استان پرجمعیت در نروژ است. نام استان برگرفته از قلعه آکرهوس می‌باشد. سیستم اداری استان در اسلو واقع شده، اما خودِ اسلو بخشی از این شهرستان نیست.
آکرهوس یکی ازاستانهای نروژ بود. در سال ۲۰۲۰ با بوسکرود و اوستفولد ادغام شد و به بخشی از   استان ویکن، تبدیل شد. این ادغام بخشی از اصلاحات تقسیمات مناطق کشور بود که توسط  مجلس ملی نروژ در سال ۲۰۱۷ تصویب شده بود. آکرهوس هنوز در انتخاات پارلمانی  یک حوزه انتخابیه است.